# Ambra Polidori
Ambra Polidori (México DF, 1954) es una artista mexicana de ascendencia italiana que utiliza distinto tipo de instalaciones, la fotografía y el vídeo con un fin predominantemente humanista y social, solidarizándose con el sufrimiento humano actual derivado de múltiples conflictos, entre ellos el omnipresente estado de violencia de su país. Además es escritora, articulista de la sección de arte del periódico mexicano Unomásuno y en la revista española Lápiz, además de investigadora en el Centro de Estudios Literarios del Instituto de Investigaciones Filológicas de la UNAM.

## Biografía
Se licenció en Lengua y Literatura Hispánica en la Universidad Autónoma de México (UNAM) y actualmente trabaja entre su ciudad natal y la ciudad italiana de Milán

## Obra
La obra creativa de Ambra Polidori parte de un enfoque social y comprometido, en torno a la justicia social y la denuncia del silencio sobre las desgracias acontecidas por los diferentes conflictos.
Su trabajo se ha expuesto tanto en su país (por ejemplo en el Museo Casa de León Trotsky y en Museo Carrillo Gil, entre otros) como en otros lugares de América (The Neighborhood Museum de Nueva York) y Europa (Madrid, el Schloss Straßburg de Estrasburgo, en Austria, o en Budapest y Berlín durante la exposición de arte contemporáneo mexicano del año 2000. 
Sus creaciones engrosan importantes colecciones: Museo de Arte Carrillo Gil (México), Museum of the Neighborhood (Nueva York), Maison européenne de la photographie en París, el Banco de España en Madrid, o la Galleria d’Arte Moderna e Contemporánea de Bérgamo, en Italia.

## Exposiciones (selección)
- 2002. Observaciones. Sala Fernando Pradilla. Madrid (España)[4]
- 2015. Punto y aparte. Universidad Autónoma del Estado de Hidalgo, Pachuca de Soto, México[5]

## Premios y reconocimientos (Selección)
- 2015. Premio a la defensa de la Libertad de Expresión de la UAEH (Universidad Autónoma del Estado de Hidalgo), México[6]
- 2015. Premio Justicia social en la quinta edición del festival de imagen FINI[7]